# Wormaldia algirica
Wormaldia algirica là một loài Trichoptera trong họ Philopotamidae. Chúng phân bố ở miền Cổ bắc.